# Life Is Peachy
Life Is Peachy е вторият албум на американската ню метъл група Корн. Албумът е издаден на 5 октомври 1996 г. от Immortal/Epic Records. Продуциран е от Рос Робинсън, който е продуцент и на първия им албум. Като цяло Life Is Peachy има по-тъмно звучене от дебюта, но и по-странни моменти от първия. Също така звучи и по-малко полиран от предшественика си. Звукът е „по-гаражен“.
„Low Rider“ е кавър на песен на групата War, като за записването на тази песен китариста Брайън Уелч е изпълнявал ролята на вокал. Porno Creep е единственият инструментал на групата. Стилът ѝ е подобен на псевдо музиката от саундтраковете на порно фимите от 70-те. Текстът на „K@#Ø%!“ е пълен с неприлични изрази и думи, идеята му е да оплюе цензурата на радио станциите.
„Wicked“ е кавър на песен на Ice Cube изпълнена с помощта на Чино Морено от Deftones. Двете групи свирят на живо няколко пъти и през това време Морено изпълнява песента с Korn.
„b-side“ към албума се нарича Proud и може да бъде открит в саундтрака на филма Знам какво направи миналото лято. No Place To Hide спечелва на групата втора номинация за Грами (1998).
Албумът дебютира под #3 в класацията Билборд продавайки 106 000 копия през първата седмица въпреки минималното внимание на медиите. До днешна дата албумът е продаден в над 2 млн. копия само в Щатите.

## Песни
1. Twist – 0:49
2. Chi – 3:54
3. Lost – 2:55
4. Swallow – 3:38
5. Porno Creep – 2:01
6. Good God – 3:20
7. Mr. Rogers – 5:10
8. K@#0% – 3:02
9. No Place to Hide – 3:31
10. Wicked – 4:00
11. A.D.I.D.A.S. – 2:32
12. Lowrider – 0:58
13. Ass Itch – 3:39
14. Kill You – 8:37